# Hiperfocus

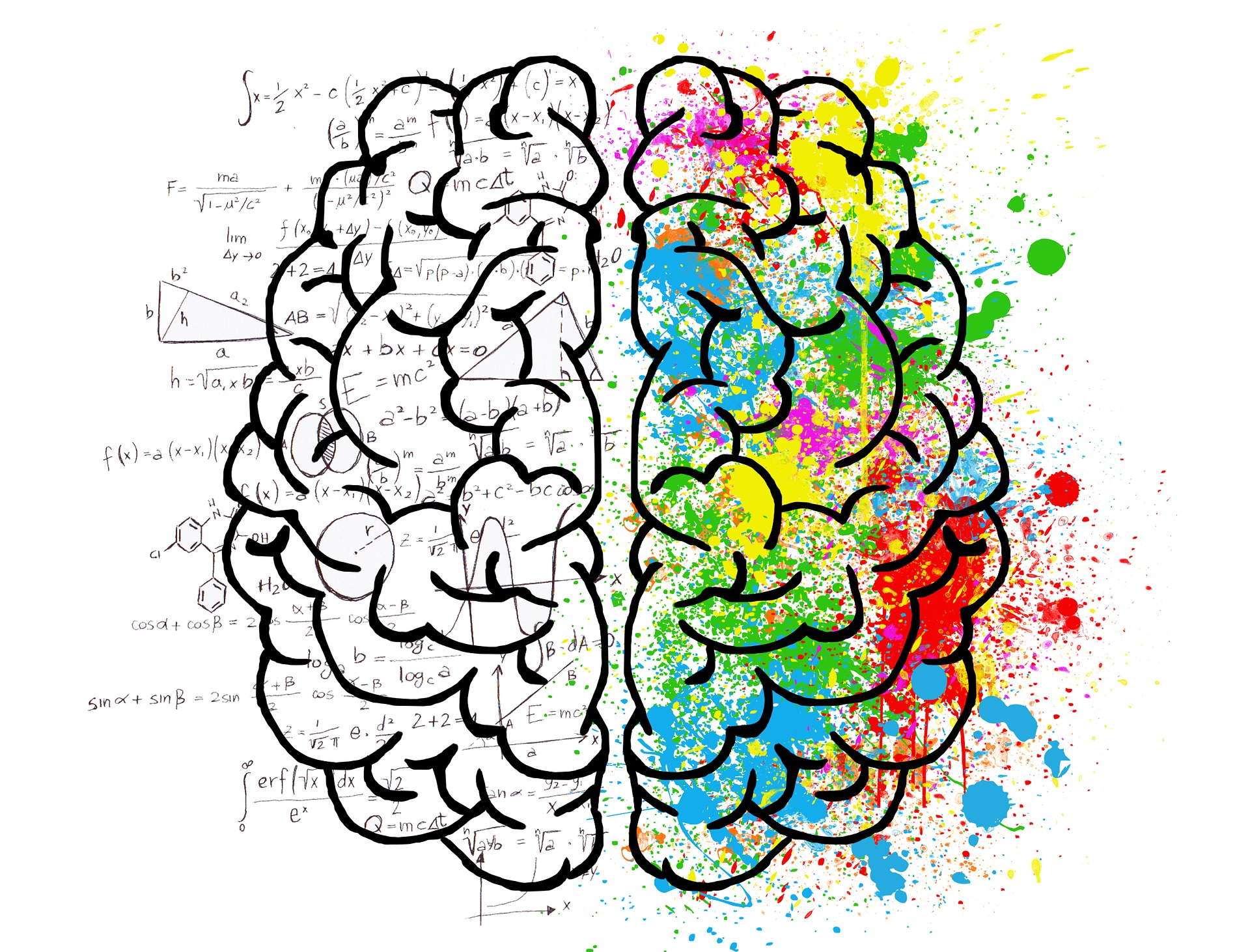
Imagine ilustrând diviziunea psihologică între cele două emisfere cerebrale. Teoria psihologică în jurul lateralizării creierului a fost considerată în jurul hiperfocusului ca un simptom al sănătății mentale. Este în studiu, dar nu este dovedit empiric.

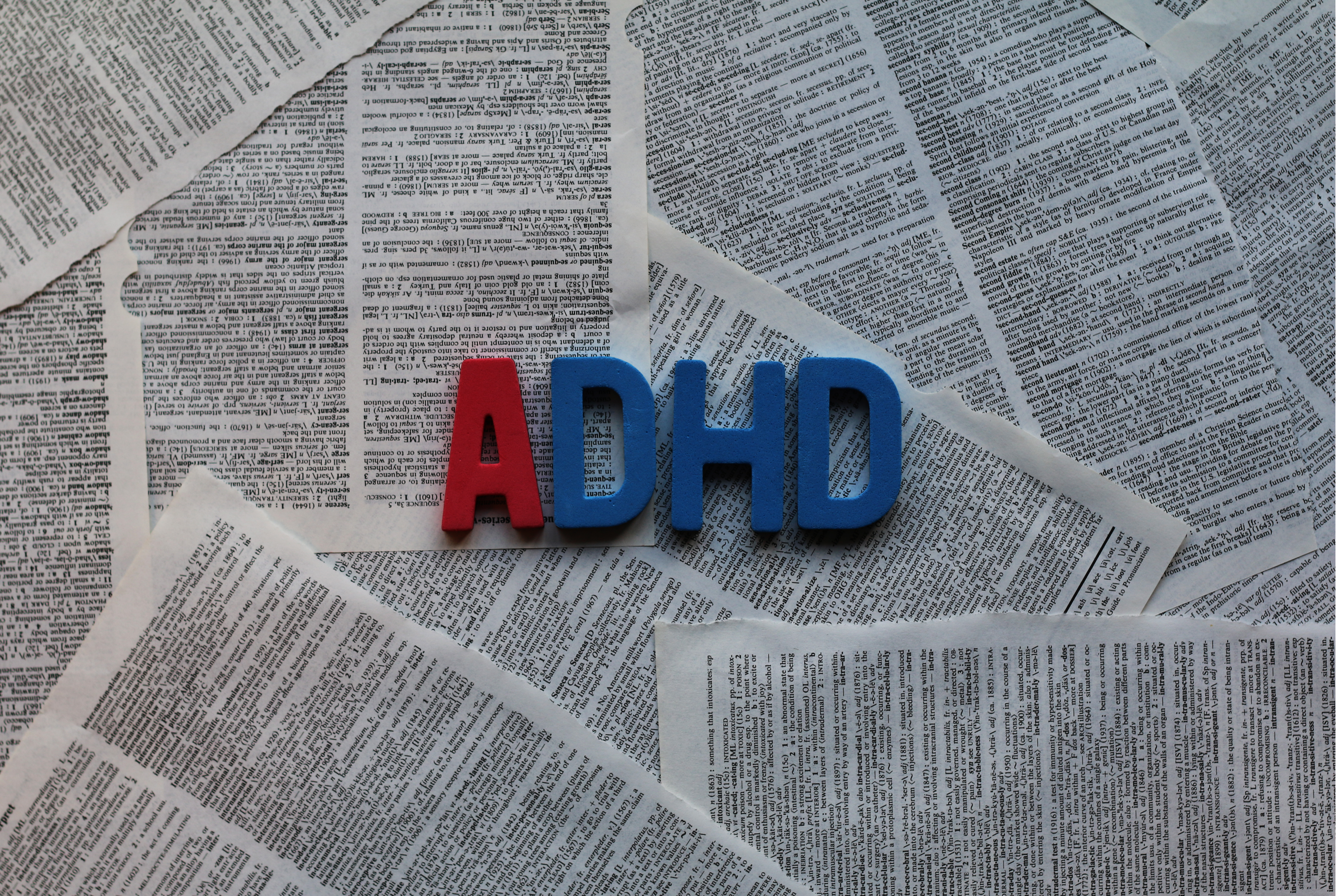
Persoanele cu ADHD pot considera dificilă organizarea (cum ar fi cu documentele), dar se pot concentra asupra altor lucruri, cum ar fi arta.

Hiperfocusul sau hiperconcentrarea este o formă intensă de concentrare sau vizualizare mentală care concentrează conștiința asupra unei persoane, subiect de studiu sau a unei sarcini de lucru. La unii indivizi, diversele subiecte de studiu pot include și visele cu ochii deschiși, conceptele, ficțiunea, imaginația și alte obiecte ale minții. Hiperfocalizarea pe un anumit subiect poate provoca o abatere de la sarcinile atribuite sau importante.
Din punct de vedere psihiatric, este considerat a fi o trăsătură a ADHD împreună cu neatenția și a fost propusă ca o trăsătură a altor afecțiuni, cum ar fi schizofrenia și tulburarea spectrului autist (ASD).
Hiperfocusul poate avea o relație cu conceptul de flux.  În unele circumstanțe, atât fluxul, cât și hiperfocalizarea pot fi un ajutor pentru realizarea personală, dar în alte circumstanțe, aceeași concentrare și comportament ar putea fi o problemă, distrăgând atenția de la sarcina în cauză. Cu toate acestea, spre deosebire de hiperfocus, „fluxul” este adesea descris în termeni mai pozitivi, sugerând că nu sunt două fețe ale aceleiași condiții în circumstanțe contrastante sau intelectuale.